# کالج آتلانتیک یونیون

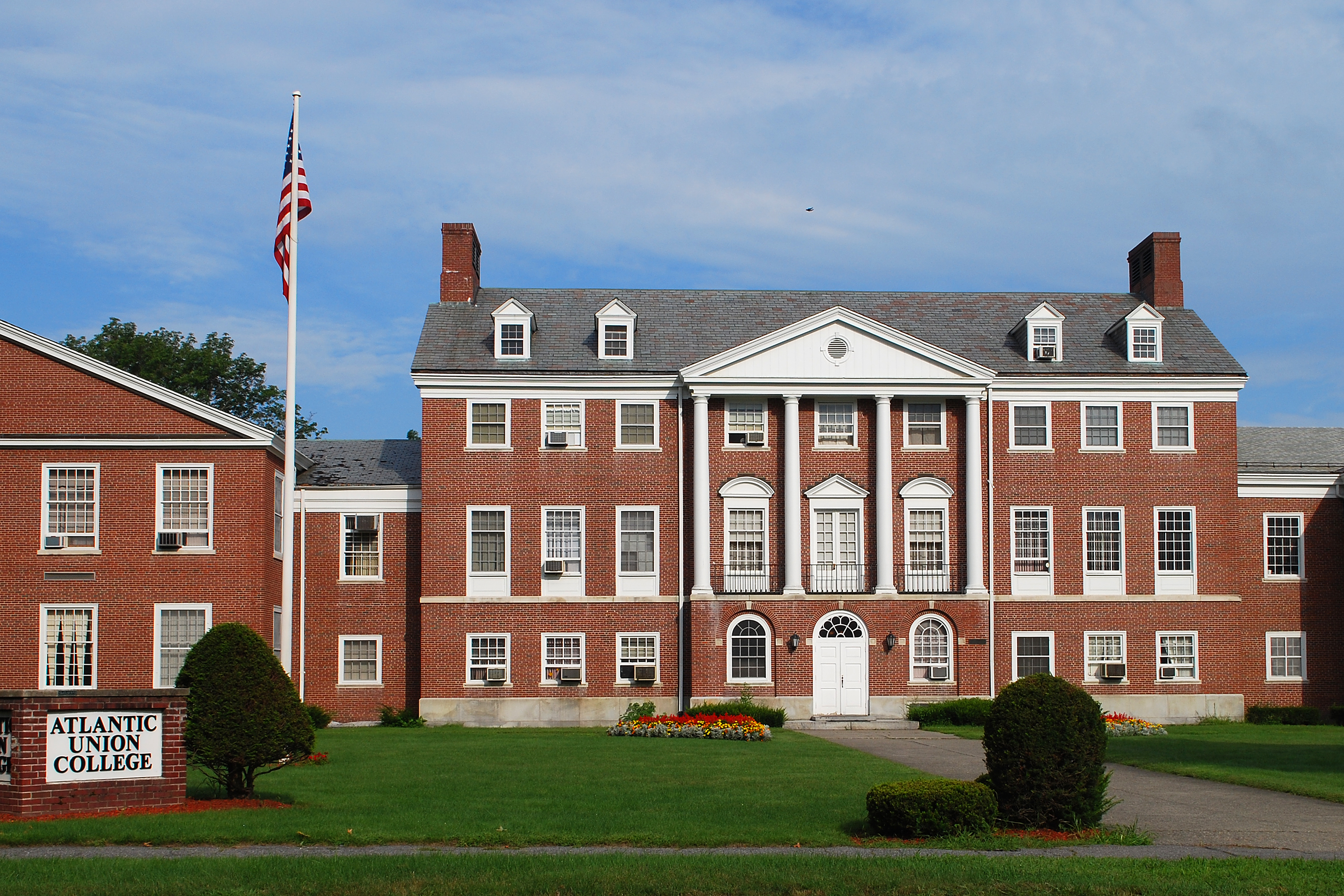

کالج آتلانتیک یونیون (AUC) یک کالج کلیسای ادونتیست‌های روز هفتم در سوت لنکستر، ماساچوست بود که در سال ۱۸۸۲ تأسیس شد. در سال ۲۰۱۸ به دلیل اعتبارسنجی و مشکلات مالی بسته شد. این کالج پس از یک بحران مالی در سال ۲۰۱۱، برنامه‌های کارشناسی را به حالت تعلیق درآورد، سپس آنها را در مقیاس کوچکتر در سال ۲۰۱۵ از سر گرفت. در فوریه ۲۰۱۸، کالج اعلام کرد که پس از ترم بهار ۲۰۱۸ برای همیشه تعطیل می‌شود. پردیس در سال ۲۰۲۱ فروخته شد.